# Малыгинская
Малыгинская — деревня в Тарногском районе Вологодской области.
Входит в состав Верховского сельского поселения, с точки зрения административно-территориального деления — в Верховский сельсовет.
Расстояние по автодороге до районного центра Тарногского Городка — 44 км, до центра муниципального образования Верховского Погоста — 6 км.

## Население
| 2010 |
| ---- |
| 0    |

По данным переписи в 2002 году постоянного населения не было.